# Gare de Turin-Stura
La gare de Turin-Stura (en italien, Stazione di Torino Stura) est une gare ferroviaire italienne de la ligne de Turin à Milan, située à Falchera, quartier Nord de la ville de Turin, chef-lieu de la province de Turin et capitale de la région du Piémont.

## Situation ferroviaire
Établie à environ 223 mètres d'altitude, la gare de Turin-Stura est située au point kilométrique (PK) 10,935 de la ligne de Turin à Milan, entre les gares de Turin-Porta-Susa et de Settimo Torinese.

## Service des voyageurs

### Accueil
Gare voyageurs RFI, classée bronze, elle dispose d'un bâtiment voyageurs avec un point de vente de billets régionaux. Elle est équipée d'automates pour l'achat de titres de transport régionaux.
La traversée des voies et l'accès aux quais s'effectuent par deux passages souterrains, dont l'un est équipé d'ascenseurs.

### Desserte
Turin-Stura est desservie par des trains Trenitalia.

### Intermodalité
Un parking pour les véhicules y est aménagé. Elle est desservie par des bus.